# Carl Kockelkorn
Carl Kockelkorn est un compositeur de problèmes d'échecs allemand né le 26 novembre 1843 à Cologne et mort le 16 juillet 1914 dans la même ville. 
Avec Johannes Kohtz, il fonda l'école logique de composition de problèmes d'échecs.